# Novo Acre
Novo Acre (também chamada de Jequi, ou Jiquy) é um povoado e distrito da cidade brasileira de Iramaia, na Chapada Diamantina, região central do estado da Bahia.

## Histórico
O lugar, originalmente chamado de Jequi (nome de uma espécie de armadilha para peixes utilizada pelos indígenas), era pouso de garimpeiros às margens do rio Jequi, de onde tinha o nome.
Com a instalação de uma família de agricultores italianos que ali edificou casas e iniciou a produção de café, o lugar conheceu um crescimento com a instalação de uma estação ferroviária.
Como o nome era bastante semelhante a Jequié, cidade a 180 quilômetros dali, o que causa extravio de correspondência, foi alterado para Novo Acre.

## Características
O povoado, em 2016, possuía uma cooperativa de produtores de café, unidade básica de saúde e o turismo vem se constituindo em importante atividade econômica.
Fica situado a 22 quilômetros da sede municipal, próximo à divisa com Ibicoara, e tem por principal atração turística a Cachoeira do Buracão.
Possui ainda uma estação da Ferrovia Centro-Atlântica S.A., que possibilita o transporte de cargas.